# تل مسعود
تل مسعود هو موقع أثري يقع غرب تل حزين على بعد كيلومترين غربًا من نهر الليطاني في محافظة البقاع . يعود تاريخه إلى العصر الحجري